# Blinek
Blinek – wieś w Polsce położona w województwie wielkopolskim, w powiecie grodziskim, w gminie Rakoniewice.
W okresie zaboru pruskiego Blinek należał do ówczesnego powiatu babimojskiego w rejencji poznańskiej.
W czasie Wielkiego Księstwa Poznańskiego (1815-1848) wieś wzmiankowana jako Blenki należała do rakoniewickiego okręgu policyjnego powiatu babimojskiego i stanowiła część majątku Wioska, który należał wówczas do Gersdorfa. Według spisu urzędowego z 1837 roku Blenki liczyły 199 mieszkańców, którzy zamieszkiwali 31 dymów (domostw).
Pod koniec XIX wieku Blinek (niemiecka nazwa Blenke) liczył 37 domostw i 234 mieszkańców, z czego 232 było ewangelikami, a 2 katolikami. W latach 1975–1998 miejscowość administracyjnie należała do województwa poznańskiego.
Rejestr wojewódzki nie obejmuje (2014) żadnych zabytków w miejscowości. Znajdują się tu jednak pozostałości cmentarza ewangelickiego.